# Banes
Pour les articles homonymes, voir Banes (homonymie).
Banes est une ville et une municipalité de la province de Holguín, à Cuba. Sa population s'élevait à 34 452 habitants en 2002.
La ville est considérée la « capitale archéologique de Cuba » et connue aussi par le titre de Ville des Pins.

## Géographie

### Situation
La municipalité est dans le sud de Cuba sur sa côte nord, dans le nord de la province de Holguín.
Son chef-lieu Banes se trouve à 818 km sud-est de La Havane, 87 km est-nord-est de Holguin sa capitale de province, et 154 km nord de Santiago de Cuba.
Plus localement, la ville est à environ 3 km au nord de la baie de Banes.

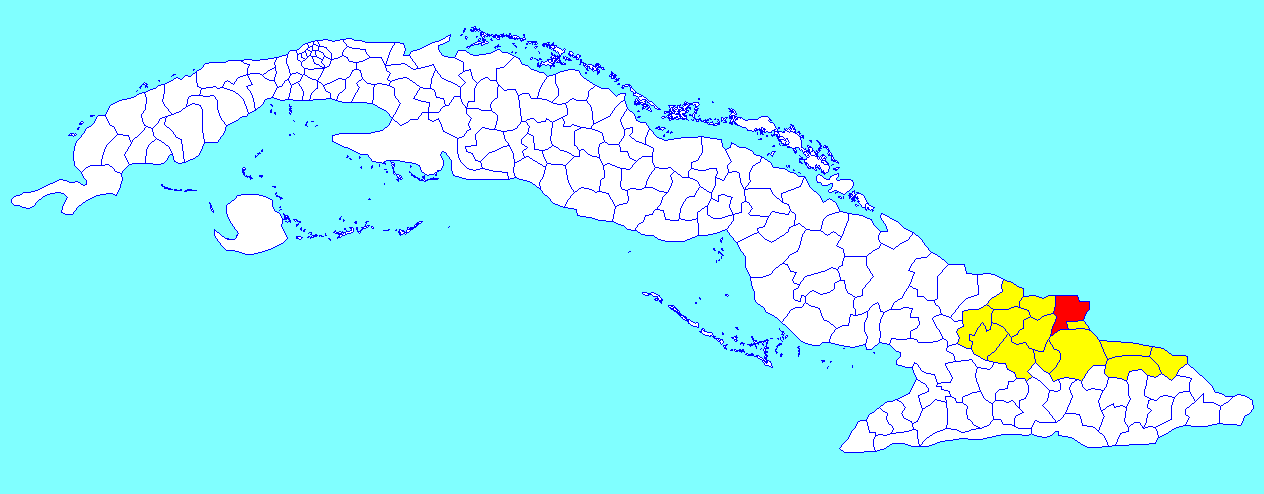
Municipalité de Banes dans la province de Holguín

### Divisions administratives
La municipalité inclut 11 consejos populares : 
- Cañadón
- Mulas
- Los Ángeles
- Nicaragua
- Centro Ciudad Sur
- Flores
- Guardalavaca
- Retrete
- Betancourt
- Macabí (es)
- Reparto Silva

## Population
En 2022 la population de la municipalité est estimée à 66 812 habitants. Pour une surface de 761,9 km2, la densité est de 87,7 habitants/km².

## Histoire
Jusqu'à la réforme administrative de 1976, Banes faisait partie de la province d'Oriente (en). 

### Période précolombienne
Au moment de l'arrivée des colonisateurs espagnols, lors du premier voyage de Christophe Colomb, l'endroit où est fondée trois siècles plus tard la ville de Banes est le caciquat (cacicazgo) taïne Baní, le plus peuplé de l'île de Cuba. La ville et ses alentours ont apporté un riche patrimoine précolombien. Les objets trouvés lors de fouilles archéologiques sont exposés au Musée Indocubain Baní (Museo Indocubano Baní), installé dans l'avenue Général Marrero. Le fondateur de la collection est Orencio Miguel Alonso. Dans ce musée est conservée la seule statue en or connue de l'histoire cubaine précolombienne : la célèbre idole de Banes. À proximité de la ville, dans le hameau de Yaguajay, le site archéologique Chorro de Maíta (en) (le plus important de l'île) conserve les tombes et autres éléments de la vie communautaire chez les Taïnos. D'autres localités de la municipalité témoignent aussi du passé précolombien : Yaguajay, Macabí (es), Guayacanes, Babiney et Banes même.

### Période post-colombienne
1513-1523 : Le territoire de Banes appartient à l'administration juridique de la ville de Bayamo, troisième ville fondée par les Espagnols à Cuba.

1523 : La région de Banes appartient à la capitainerie de Bariay.
1741 : Gerónimo Moreno y Ávila fonde à proximité de la future ville de Banes le domaine (hacienda) de Retrete.

1758 : Gabriel Ortuño achète le realengo (domaine) de Banes.
1812 : Le domaine de Banes appartient à Francisco Castellanos.

1823 : Date de la création du territoire communal de Gibara. La région de Banes, connue alors sous le nom de La Ensenada, est rattachée à ce dernier.

1829 : Le domaine est à la veuve de Francisco Castellano, Josefa Mojarrieta et à ses cinq fils.

1841 : Les Castellanos-Mojarrieta vendent le domaine à José María Claro et Domingo Marange. Vers 1860 le domaine s'appelle almacén (entrepôt) de Banes et appartient à José Romero et son épouse Victoriana de Ávila.

1868 : Le 10 octobre est inauguré le phare de Cabo Lucrecia, l'un des plus solides de l'île de Cuba, construit par l'ingénieur Restituto Blancafort sur des terrains appartenant au domaine Mulas, de Manuel de Feria.

1869 : Quelque 200 insurgés de l'expédition à bord du bateau Perrit, commandé par Francisco Javier Cisneros, débarquent dans la baie de Banes. Parmi les expéditionnaires se trouvent Sebastián Amábile et Henry M. Reeve appelé "El Inglesito" (Le Petit Anglais).

1870 : 35 insurgés commandés par Mariano Loño débarquent dans la baie de Banes, à bord du bateau Upton. La plupart des expéditionnaires sont capturés et fusillés par les autorités espagnoles dans la ville de Holguín.

1881 : José Driggs Bulter, résident à Candelaria et originaire de l'île anglaise de Providence, achète l'almacén Banes à Diego Antonio de Ávila. Lorsqu'il s'installe avec sa famille dans cet endroit il ne s'y trouve que la maison de Octavio Silva. En 1885, Driggs Bulter vend la propriété à Fino Pupo et en 1887 la famille Marange vend ses terrains à Juan Cárdenas, Fino Pupo et les frères Dumois.

1887 : Date officielle de la fondation de Banes avec la fondation de l'entreprise de fruits Dumois.

1896 : Lors de la deuxième guerre d'indépendance, l'entreprise des Dumois est détruite. Sous les ordres du général Máximo Gómez, le général Mariano Torres incendie le village de Banes. Ses habitants doivent quitter les lieux jusqu'à la fin de la guerre.

1897 : Le 14 mai, l'expédition à bord du bateau El Laureada, commandé par José Joaquín Castillo Duany, débarque sur les côtes de Banes à l'endroit connu sous le nom de Mano de Pilón. Quelques mois plus tard, le 28 novembre, l'expédition du Dauntless, dirigée par Luis Rodolfo Miranda de la Rúa, débarque à Playa Larga, près du hameau de Río Seco.
1899 : Le trust nord-américain United Fruit Company achète les terres des Dumois aux alentours de la baie de Banes et fonde l'usine à sucre Boston dans le lieu appelé Macabí.

1900 : Établissement des premiers quakers (cuáqueros) dans la ville. Il fondent l'église et le collège Los Amigos, l'une des institutions éducatives les plus durables de la province d'Oriente pendant la première moitié du XXe siècle.

1901 : Un incendie détruit les maisons du centre de la ville. Le 16 janvier, naissance de Fulgencio Batista Zaldívar dans le quartier de Veguitas.

1904 : La ville compte 5 370 habitants.

1910 : Banes devient une municipalité et se sépare de Gibara. Juan Vicente Cárdenas est élu premier Maire de Banes. Construction de l'église Nuestra Señora de la Caridad. Le bâtiment original en bois est reconstruit en 1948 en style Art déco.

1911 : Fondation de la Société "Colonia Española" de Banes.

1912 : Construction du parc Domínguez, sur le terrain offert à la ville par Juan Manuel Domínguez. Autour du parc les bâtiments les plus importants sont l'église Nuestra Señora de la Caridad, le théâtre Heredia et la société de plaisance Club Banes.

1913 : Naissance de Pedro Justiz, dit Peruchín, pianiste cubain très réputé, notamment pour la jam session. Il décède à La Havane en 1977.
1915 : Fernando Rodríguez Rojas fonde le quotidien El Pueblo.

1916 : La United Fruit Company commence la construction d'un système d'égouts et de canalisation d'eau dans toute la ville, considéré l'un des plus modernes de Cuba. Naissance dans le quartier du Honduras, à Banes, de l'écrivain Gastón Baquero, décédé en 1997 en exil à Madrid. Il est considéré comme l'un des poètes les plus importants du XXe siècle à Cuba.

1921 : Création de la chambre de commerce de Banes.

1923 : Construction du bâtiment de la Colonie Espagnole. Fondation de l'Union Ouvrière de Banes. Le leader communiste Julio Antonio Mella et son associée, la journaliste Mariblanca Sabas Alomá, se rendent dans la ville.

1926 : Création d'un blason pour la ville sur lequel on lit la devise "Pro Baní Semper". La société de Banes commence à prendre goût, grâce à l'intérêt porté par Sebastián Pérez, aux bains de mer à la plage de Guardalavaca.

1929 : Reconstruction du bâtiment de la Colonie Espagnole et ajout du patio andalou.

1930 : Publication à Santiago de Cuba, Imprenta Ros, du livre Banes. Crónicas par le journaliste local Ricardo Varona Pupo.

1937 : Inauguration de l'hôpital civil de Banes "Flor de la Caridad", soutenu dès le début de sa construction par Elisa Godínez Gómez de Batista (en). Inauguration de la bibliothèque publique "Rafael María Mendive" par le Rotary Club de Banes.

1946 : Inauguration du théâtre Hernández, du circuit cinématographique appartenant à Santiago Hernández.

1947 : Construction du palais municipal, l'un des bâtiments les plus importants de Banes.

1948 : Fidel Castro épouse Mirta Díaz-Balart dans l'église Nuestra Señora de la Caridad, à Banes.

1949 : Inauguration par la Société Minerve du Monument aux Mères, situé au parc Cárdenas et sculpté par Fernando Boada.

1953 : Création de Radio Banes.

1965 : Inauguration du musée indo-cubain Baní, dans le bâtiment qu'occupait la Bank of Canada. La collection de plus de 20 000 pièces aborigènes de Cuba appartenait au collectionneur Orencio Miguel Alonso et fut confisquée lorsqu'il s'exila aux États-Unis après le triomphe de la révolution de 1959.

1978 : Création de la maison de la culture dans le bâtiment de l'ancienne Colonie Espagnole. Un incendie détruit complètement le grand entrepôt de Banes, connu sous le nom d'"almacén de la Compañía Americana" (entrepôt de la United Fruit Company). Un jeune noir nommé Periche Roberto est déclaré responsable de l'incendie (considéré comme un acte de sabotage) et fusillé dans le Centre de la Police de Banes.

1982 : Création du Musée Municipal d'Histoire dans la rue Thelmo Esperance.
2004 : Le 17 novembre, un incendie détruit complètement l'ancien Club Casino de Banes ayant appartenu à la United Fruit Company et nationalisé en 1959 avec toutes les autres propriétés nord-américaines à Cuba. Le bâtiment était connu aussi sous le nom de "Club de los Americanos". Le futur président des États-Unis Richard Nixon, ainsi que Fulgencio Batista et Fidel Castro, y avaient été logés en leur temps.

2008: Le 7 septembre, pendant le carnaval, l'ouragan Ike s'abat sur l'île de Cuba, notamment à Banes. De nombreux bâtiments sont endommagés et les maisons particulières sérieusement touchées.

## Familles fondatrices
Agüero, Araújo, Artiles, Betancourt, Blanca, Cabrera, Columbié, Coyra (de Galice), Díaz, Driggs (des États-Unis), Dumois (de Nouvelle-Orléans), Dunnand, Duruthy, Carballosa, Cárdenas, Feria, Galicia, González, Gruyón, Hidalgo (de Sancti Spíritus), Landívar, Lecusay, López, Maura, Mir, Mulet, Navarrete (de Santiago de Cuba), Panceira, Paz, Pérez, Pino, Proenza (de Gibara), Pruna, Pupo (de Potrerillo), Quiñones (de Holguín), Ramayo, Riverón, Rojas (de Gibara), Rosseau, Sabater, Silva (de Holguín), Tamayo (de Bayamo), Teruel, Urgellés, Varona (de Camagüey), Vizcaíno.

## Personnalités nées à Banes
- Fulgencio Batista, chef d'État, né en 1901